# Lespedeza cyrtobuergeri
Lespedeza cyrtobuergeri là một loài thực vật có hoa trong họ Đậu. Loài này được Akiyama & H.Ohba miêu tả khoa học đầu tiên.